# Myrmicaria laevior
Myrmicaria laevior är en myrart som beskrevs av Auguste-Henri Forel 1910. Myrmicaria laevior ingår i släktet Myrmicaria och familjen myror. Inga underarter finns listade i Catalogue of Life.